# Carrollton (Illinois)
Carrollton is een plaats (city) in de Amerikaanse staat Illinois, en valt bestuurlijk gezien onder Greene County.

## Demografie
Bij de volkstelling in 2000 werd het aantal inwoners vastgesteld op 2605.
In 2006 is het aantal inwoners door het United States Census Bureau geschat op 2470, een daling van 135 (-5,2%).

## Geografie
Volgens het United States Census Bureau beslaat de plaats een oppervlakte van
4,3 km², geheel bestaande uit land. Carrollton ligt op ongeveer 168 m boven zeeniveau.

## Plaatsen in de nabije omgeving
De onderstaande figuur toont nabijgelegen plaatsen in een straal van 20 km rond Carrollton.

## Geboren in Carrollton
- Karen Allen (1951), actrice